# Just-in-time
Just-in-time (röviden JIT) egy japán eredetű gyártásszervezési és készletgazdálkodási leltárstratégia, mely a gyár folyamatban lévő készletének és az azzal kapcsolatos költség jelentős csökkentésével javítja a vállalat beruházási hatékonyságát. A folyamat egy egyszerűen alkalmazható jelrendszerrel működik, melyet kanbannak hívnak. A gyártási folyamatláncban részt vevő munkaegységek e jelek segítségével fejezik ki igényüket a következő (vagy előző) láncszemnek. A kanban rendszerint egy egyszerű látható jel, mint például egy késztermék jelenléte vagy hiánya a „kész-polcon”.
A JIT jelentősen javíthatja a gyáregység beruházási hatékonyságát és termékeinek minőségét.

## A JIT története
Ezt a módszert Japánban, a Toyota gyártási rendszerében alkalmazták először. A japán vállalatok régóta küszködtek a késztermékek tárolására alkalmas raktárhelyiségek hiányával. Az 1950-es évek előtt ezt hátránynak tekintették, mert a gazdaságos gyártási sorozatot korlátozta. (A gazdaságos gyártási sorozat a termelési sor más termékre való átállításának költségeit figyelembe vevő optimális termékszám.) E hiánynak a következménye a gyárak alacsony beruházási hatékonysága volt.
Tojoda Kiicsiró támogatásával az 1950-es években a Toyota főmérnöke Óno Taiicsi W. Edwards Deming tanításai nyomán megvizsgálta a számviteli osztály feltételezéseit, és felismerte, hogy más módszer is alkalmazható. Szerinte a gyár rugalmasabb lehetne, ha a termékváltás állandó költségét csökkentenék, és ezzel a gazdaságos gyártási sorozatot is csökkentve a meglévő raktárhely elégségesnek mutatkozhatna.
A következő néhány évben a Toyota mérnökei áttervezték autóikat, hogy a festés és hegesztés során használt szerszámozás egységes legyen. A Toyota a világon elsőként használt rugalmasan újraprogramozható robotokat ezekre a feladatokra. A változtatások egy része olyan egyszerű volt, mint a munkadarabok felakasztására szolgáló lyukak méretének egységesítése. Egységesítették és csökkentették a darabokat összetartó csavarok számát és szabványosították őket, hogy ne kelljen szerszámokat cserélni. Ezenfelül a különböző autóik számára azonos részegységeket fejlesztettek ki.
A Toyota mérnökei ezután meghatározták, hogy az átszerszámozási folyamat szűk keresztmetszetét a karosszéria présszerszámainak cseréje jelentette. Ezt a munkát kézi szerszámokkal végezték, a présszerszámokat feszítővasakkal igazították helyükre, és néha napokig tartott, amíg egy átszerszámozást elvégeztek a kívánt minőség biztosítására. Ezen túl pedig e présszerszámokat egy jól képzett gárda egymás után, egyenként cserélte le, így a gyártósor rendszeresen hetekig üzemen kívül volt.

Ezeknek a problémáknak az elkerülésére dolgozták ki a SMED (Single Minute Exchange of Die, magyarul kb. "egyperces átállás") módszertanát. Ennek segítségével az igazításokat nagyon egyszerű eszközökkel való mérésekkel váltották fel. Az átszerszámozás ideje csaknem azonnal fél órára csökkent. Ugyanakkor a szerszámok beállítására pontos utasításokat dolgoztak ki, és így a váltáshoz szükséges szakértelem is lecsökkent. Az ezt követő elemzések kimutatták, hogy a fennmaradó idő nagy része a kézi szerszámok keresésére és a présszerszámok mozgatására ment. Ennek megfelelően a présszerszámokat a még üzemben lévő gyártósor mellé állították, és pontosan eltervezett szerszámtárolókat alakítottak ki, így az átszerszámozást 40 másodpercre voltak képesek leszorítani. E változtatásokkal a présszerszámokat egy hullámban tudták kicserélni termékváltáskor, és a gazdaságos gyártási sorozat a Toyota egyes üzemeiben egy autóra csökkent.
Az ilyen módon kifejlesztett és bevált módszert azután az alkatrésztárolóba is áttelepítették, és sok esetben úgy találták, hogy elég egyetlen alkatrészt tárolni, mert amikor az eltűnt, egy másikat hozhattak.

## JIT hatásai
Az új módszer által kiváltott hatások egy része teljesen váratlanul érintette a vállalatot: A számviteli osztály, látszólag ismeretlen forrásból hirtelen nagy mennyiségű pénzt „talált”… ahogy a folyamatban lévő készlet készáruba épült és értékesítődött. Nem kell mondani semmit a felső vezetés hatalmas öröméről…
Egy másik meglepő hatás az volt, hogy a gyár reakcióideje kb. egy napra esett. Ez a vevők elégedettségét növelte meg ugrásszerűen, mivel a megrendeléseket egy-két napon belül ki lehetett elégíteni. Ennek következtében azután egyre több gépkocsit kezdtek gyártani különleges rendelésre, amivel az eladási kockázatot csökkentették, és ami a beruházás visszatérülését javította jelentős mértékben.
Mivel az összeszerelőnek a továbbiakban csak egy alkatrész állt rendelkezésére, minden alkatrésznek pontosan kellett illeszkednie ami viszont egy nagyon komoly minőségbiztosítási válsághoz vezetett. Idővel Toyota minden egyes alkatrészt áttervezett, és a tűréshatárokat szükségszerűen csökkentették vagy növelték. Ezzel egy időben szigorú statisztikai folyamatirányítást (SPC - Statistical Process Control) vezettek be (ld. TQM - Total Quality Management) és Toyota minden beszállítóját kötelezte megfelelő minőségű alkatrészek szolgáltatására. Sok esetben a minőséget biztosítani nem képes szállítók szerződéseit felmondták.
Ha csak egyetlen rossz alkatrész is belekerült a gyártási folyamatba, vagy magában a folyamatban valamilyen probléma merült fel, az egész gyártósornak le kellett lassulnia, vagy éppen meg kellett állnia. A készlet hiánya miatt ugyanis a sor nem üzemelhetett a folyamatban lévő készletből amíg a problémán dolgoztak. Toyotánál sokan meg voltak győződve, hogy e kezdeményezésnek emiatt hamarosan vége lesz… Az első héten csaknem minden órában leállt a sor, de a hónap végére ez napi néhány leállásra csökkent és hat hónapon belül a probléma gazdasági értelemben eltűnt. A bizalom olyannyira megnőtt, hogy Toyota egy harang-vonalat állított fel, és a soron dolgozók bármelyike meghúzhatta azt a sor megállítására, ha valamilyen minőségi problémába ütköztek. Még így is a leállások heti egy-két alkalomra csökkentek.
Ennek eredménye az lett, hogy a Toyota Gyártási Rendszer hamarosan az iparosodott világ irigylésének tárgyává vált és világszerte kezdték alkalmazni.
A Just-In-Time filozófia a beszállítási rendszer többi részeinél is alkalmazást nyert az ipar számos ágazatában. A kereskedelmi szektorban például ez, a gyár és az eladási hely közötti egy, vagy összes raktározás felszámlálását jelentheti.

## JIT ma
A japán gyártásszervezési gyökereivel tehát a JIT egy szervezetirányítási filozófia mely kellő mennyiségű, adott időben való szükséges termékek előállítását biztosítja. JIT egyszerű munkaszervezési eszközöket használ amit japán neve után kanbannak hívnak, de Amerikában „húz” (pull) rendszerré alakították, aminek segítségével a lehető legkisebb gyártási sorozattal termelnek. Bár a JIT a folyamatosan ismétlődő tömegtermelésre alakult ki, ahol a termékvariációk minimálisak, mégis, idővel nagy és kis vállalatoknál egyaránt alkalmazható és alkalmazott sikeres gyártási technológiává fejlődött ki. A JIT a lean (karcsúsított termelés) egyik eszköze.